# MAN PN3
MAN Bw (PN3) - typ doczepnego wagonu tramwajowego eksploatowanego w Krakowie od 1941 roku.

## Historia
Tramwaje typu PN3 w liczbie 23 sztuk zostały dostarczone do Krakowa w 1941 wraz z wagonami silnikowymi SN3. Wagony te były o wiele mniejsze i prostsze niż wozy silnikowe SN3. W Krakowie eksploatowano je głównie w składach z tramwajami Sanok SN1, z którymi tworzyły także pierwsze w mieście pociągi trójwagonowe. Eksploatację doczep zakończono w 1960 roku, zachował się do dzisiaj jeden egzemplarz, zmodyfikowany przy modernizacji około 1950 r., zdekompletowany i zniekształcony około 1970 r. (w związku z przekazaniem do przedszkola, którego zakładem opiekuńczym było MPK); obecnie nieczynny ze względu na wyeksploatowanie i braki, przechowywany jest w magazynie Muzeum Inżynierii Miejskiej.

## Rekonstrukcja
MPK Kraków na podstawie archiwaliów i zachowanego egzemplarza wykonało replikę wagonu PN3, na co dzień eksponowaną w MIM. Wagon otrzymał numer #555 i jest używany okazjonalnie w ruchu w składzie z zabytkowym wozem silnikowym Sanok SN1.